# Agnieszka Grochowska
Agnieszka Grochowska-Gajewska (ur. 31 grudnia 1979 w Warszawie) – polska aktorka teatralna i filmowa, laureatka nagrody na Festiwalu Filmowym w Gdyni za drugoplanową rolę kobiecą w filmie Trzy minuty. 21:37 i za pierwszoplanową rolę kobiecą w filmie Obce niebo, a także Orła za główną rolę kobiecą w filmie Bez wstydu.

## Życiorys
Urodziła się w 1979 w Warszawie. Jest córką dziennikarza i ekonomistki, ma młodszą o dwa lata siostrę Monikę. W okresie szkoły podstawowej uczęszczała do ogniska aktorskiego działającego przy warszawskim Teatrze Ochota prowadzonym przez Halinę i Jana Machulskich. W 2002 roku ukończyła studia na Wydziale Aktorskim Akademii Teatralnej w Warszawie. Trenowała także taniec towarzyski. Od 2003 roku jest aktorką Teatru Studio w Warszawie.
W pierwszej dekadzie lat 2000. uważana była za jedną z najzdolniejszych aktorek młodego pokolenia. Zadebiutowała w 2001 roku w sztuce Teatru Telewizji Beatryks Cenci, gdzie wcieliła się w tytułową postać. Po ukończeniu studiów wystąpiła w serialu telewizyjnym Zaginiona, w którym wcieliła się w postać Uli Tokarskiej, która upozorowała własne zaginięcie. Następnie otrzymała angaż w Teatrze Studio w Warszawie, na którego scenie grała w spektaklach w reżyserii Zbigniewa Brzozy, m.in. w Mewie u boku Krystyny Jandy oraz w Amadeuszu, gdzie partnerowała Zbigniewowi Zapasiewiczowi. Za rolę w tych sztukach otrzymała nominację nagrody Feliksa za najciekawszy debiut teatralny sezonu.
Przed kamerą zadebiutowała w 2002 roku, w filmie AlaRm, w reżyserii swojego przyszłego męża, Dariusza Gajewskiego. Z Gajewskim rok później zrealizowała dramat Warszawa, w którym wcieliła się w postać naiwnej Klary. Następnie wcieliła się w główną postać w polsko-szwedzkim filmie Podróż Niny (2004). W tym samym roku wystąpiła w niemieckim obrazie Unterwegs. Przełomem w jej karierze aktorskiej okazała się postać Tani w filmie Magdaleny Piekorz Pręgi. Za rolę w tym obrazie została nominowana do Polskiej Nagrody Filmowej oraz do Europejskiej Nagrody Filmowej w kategorii plebiscytu widzów dla najlepszej aktorki europejskiej. Została również po raz pierwszy nominowana do nagrody im. Zbyszka Cybulskiego.
W 2006 wystąpiła u boku Borysa Szyca w filmie Południe-Północ, za który otrzymała drugą nominację do nagrody im. Zbyszka Cybulskiego. W tym samym roku wystąpiła w komedii romantycznej Tylko mnie kochaj, w którym zagrała u boku Macieja Zakościelnego i Agnieszki Dygant, oraz w adaptacji powieści Janusza Leona Wiśniewskiego Samotność w sieci w reżyserii Witolda Adamka, w którym zagrała drugoplanową rolę Natalii. Następnie wystąpiła jako zmęczona małżeńską rutyną Ola w filmie Hania w reżyserii Janusza Kamińskiego. Zagrała także Dorotę, asystentkę w Kancelarii Prezesa Rady Ministrów w serialu politycznym Agnieszki Holland Ekipa. Użyczyła również głosu w polskiej wersji językowej filmu studia Pixar Ratatuj. W 2007 otrzymała nagrodę „Shooting Stars” dla najbardziej obiecującej aktorki, przyznaną podczas Międzynarodowego Festiwalu Filmowego w Berlinie.
W 2008 roku zagrała pierwszoplanową rolę w produkcji amerykańsko-polskiej Mała wielka miłość, w którym partnerował jej Joshua Leonard. Następnie rozpoczęła pracę na planie filmu Upperdog (2009), w którym wcieliła się w postać Marii, Polki, która postanawia połączyć rozdzielone przed laty rodzeństwo. Za rolę w tym filmie otrzymała w 2010 roku nagrodę Amanda dla najlepszej aktorki pierwszoplanowej oraz została nominowana do nagrody Kanon, przyznawanej podczas Międzynarodowego Festiwalu Filmowego Kosmorama w Trondheim. W 2010 roku wystąpiła również w filmie Jana Jakuba Kolskiego Wenecja oraz w pierwszym tryptyku Macieja Ślesickiego Trzy minuty. 21:37, za którego otrzymała Złotego Lwa za drugoplanową rolę kobiecą podczas Festiwalu Polskich Filmów Fabularnych w Gdyni. W 2010 roku wystąpiła również w filmie koprodukcji belgijsko-polskiej Stepy w reżyserii Vanji d’ Alcantary. Grochowska wcieliła się w postać Niny, żony polskiego oficera, która zostaje zesłana wraz ze swoim maleńkim dzieckiem w głąb stepów Azji Centralnej, do pracy w sowchozie. Gdy dziecko zaczyna chorować, zdesperowana matka ucieka w poszukiwaniu lekarstwa. Za tę rolę otrzymała nagrodę dla najlepszej aktorki na Festiwalu Filmów w Ostendzie w 2011 roku. Obraz został również zakwalifikowany do konkursu głównego 63. Międzynarodowego Festiwalu Filmowego w Locarno, a sama Grochowska otrzymała pozytywne recenzje, m.in. w amerykańskim The Hollywood Reporter.
W styczniu 2012 roku odbyła się polska premiera filmu Agnieszki Holland W ciemności, w którym Grochowska zagrała jedną z głównych ról. Obraz został nominowany do Oscara za najlepszy film nieanglojęzyczny podczas 84. ceremonii wręczenia Oscarów, a Grochowska była nominowana do Polskich Nagród Filmowych za najlepszą główną rolę kobiecą. Następnie wcieliła się w postać Danuty Wałęsy w filmie Andrzeja Wajdy Wałęsa. Człowiek z nadziei (2012).
11 kwietnia 2014 została odznaczona brązowym medalem „Zasłużony Kulturze Gloria Artis”.

### Życie prywatne
Od lipca 2004 jest żoną reżysera Dariusza Gajewskiego. W 2012 urodził się ich pierwszy syn – Władysław, a w 2016 drugi – Henryk.

## Filmografia

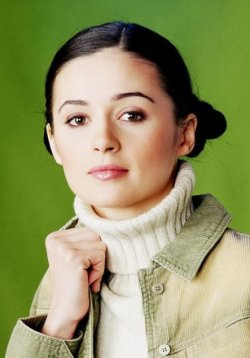
Agnieszka Grochowska (2002)

### Filmy
| Rok  | Tytuł                        | Rola                        |
| ---- | ---------------------------- | --------------------------- |
| 2002 | AlaRm                        | Sylwia                      |
| 2003 | Warszawa                     | Klara                       |
| 2004 | Unterwegs                    | Kazia                       |
| 2004 | Pręgi                        | Tatiana                     |
| 2005 | Возьми себя в руки           | Ilonka                      |
| 2005 | Ninas resa                   | Nina                        |
| 2006 | Wszyscy jesteśmy Chrystusami | matka Adasia                |
| 2006 | Tylko mnie kochaj            | Julia                       |
| 2006 | Samotność w sieci            | Natalia                     |
| 2006 | Południe-Północ              | Julia                       |
| 2007 | Hania                        | Ola                         |
| 2008 | Mała wielka miłość           | Joanna                      |
| 2008 | Magiczne drzewo              | mama                        |
| 2008 | Limousine                    | Ania                        |
| 2009 | Upperdog                     | Maria                       |
| 2009 | Nie opuszczaj mnie           | Rolska                      |
| 2010 | Wenecja                      | Barbara                     |
| 2010 | Trzy minuty. 21:37           | lektorka                    |
| 2010 | Beyond the Steppes           | Polka Nina                  |
| 2011 | W ciemności                  | Klara Keller                |
| 2011 | 80 milionów                  | Anka                        |
| 2012 | Bez wstydu                   | siostra Tadka               |
| 2013 | Wałęsa. Człowiek z nadziei   | Danuta Wałęsa               |
| 2014 | Obce ciało                   | Kris Nilska                 |
| 2015 | Child 44                     | Nina Andreeva               |
| 2015 | Ambasador nadziei            | Irina                       |
| 2015 | Obce niebo                   | Basia                       |
| 2018 | Miłość jest wszystkim        | Krysia Szwarc-Wolińska      |
| 2018 | Moja gwiazda: Teen Spirit    | Marla                       |
| 2021 | Żeby nie było śladów         | Grażyna Popiel              |
| 2022 | Jak pokochałam gangstera     | Milena „Czarna”             |
| 2022 | Fucking Bornholm             | Maja Malecka                |
| 2023 | Kos                          | pułkownikowa Maria Giżyńska |
| 2023 | Skołowani                    | Julia Lewińska              |
| 2023 | Dzień Matki                  | Nina Nowak                  |
| 2023 | Akademia pana Kleksa         | Anna Niezgódka, matka Ady   |
| 2025 | Dziadku, wiejemy!            | Marta, matka Jagody         |

### Seriale
| Rok  | Tytuł             | Rola                      | Uwagi                        |
| ---- | ----------------- | ------------------------- | ---------------------------- |
| 2003 | Zaginiona         | Ula Tokarska              |                              |
| 2003 | Na dobre i na złe | siostra Dominika          | odc. 165                     |
| 2007 | Ekipa             | asystentka Dorota         |                              |
| 2017 | Polizeiruf 110    | Anna Kowalska             | odc. Das Beste für mein Kind |
| 2018 | Nielegalni        | pułkownik Ewa Dębska      |                              |
| 2019 | Sanktuarium zła   | doktor Zofia Kowalska     |                              |
| 2019 | Motyw             | Anna „Czarna” Czarnecka   |                              |
| 2020 | W głębi lasu      | Laura Goldsztajn          |                              |
| 2022 | Zachowaj spokój   | Laura Goldsztajn-Kopińska |                              |

### Polski dubbing
- 2006: Dreamfall: The Longest Journey – Zoë Castillo (gra komputerowa)
- 2007: Ratatuj – Colette
- 2011: Mali agenci 4D: Wyścig z czasem – Marissa
- 2021: Eternals – Thena[13]

## Spektakle teatralne
Teatr Studio w Warszawie
- 2006: Sługa dwóch panów (w reżyserii Rimasa Tuminasa) jako Beatrice
- 2005: Géza dzieciak (w reżyserii Zbigniewa Brzozy) jako Vízike
- 2004: Więź (w reżyserii Zbigniewa Brzozy) jako Josie
- 2003: Bal pod Orłem (w reżyserii Zbigniewa Brzozy)
- 2003: Mewa (w reżyserii Zbigniewa Brzozy) jako Nina Zarieczna
- 2002: Zima (w reżyserii Mateusza Bednarkiewicza) jako Śnieżynka
- 2002: Amadeus (w reżyserii Zbigniewa Brzozy) jako Konstancja Weber

Teatr Mały w Warszawie
- 2001: Zima (w reżyserii Mateusza Bednarkiewicza) jako Śnieżynka
- Kopciuch (w reżyserii Janusza Głowackiego) jako Kopciuch

Teatr Narodowy w Warszawie
- 2004: Kopciuch (w reżyserii Willa Pomerantza) jako Kopciuszek

Teatr Nowy Praga w Warszawie
- 2007: Życie towarzyskie i uczuciowe (w reżyserii Mateusza Bednarkiewicza) jako Elżbieta

Teatr 2xU/Usta Usta w Warszawie
- 2007: Gwiazdy spadają w sierpniu (w reżyserii Marcina Libery)

Teatr na Woli im. Tadeusza Łomnickiego w Warszawie
- 2006: Król Lear (w reżyserii Andrieja Konczałowskiego) jako Kordelia

Teatr Telewizji
- 2011: Rzecz o banalności miłości, jako Hannah Arendt
- 2010: Boulevard Voltaire (reż. Andrzej Bart), jako Paulina
- 2007: Pozory mylą, jako Julie-Ann Jobson
- 2006: Więź, jako Josie
- 2006: Techniki negocjacyjne, jako Lena Rajska
- 2006: Pastorałka, jako Maria / Synowa gospodarza
- 2005: Piaskownica, jako Ona I
- 2005: Ameryka, część druga, jako Irena
- 2004: Antygona, jako Antygona
- 2003: Siła komiczna, jako Emka
- 2003: Lekcja angielskiego, jako Marta
- 2001: Beatryks Cenci, jako Beatryks Cenci

Teatr 6 Piętro w Warszawie
- 2019: Niezwyciężony, jako Emily

## Nagrody i nominacje
Polskie Nagrody Filmowe (Orły)
- 2004: najlepsza główna rola kobieca – Pręgi (nominacja)
- 2011: najlepsza główna rola kobieca – W ciemności (nominacja)
- 2012: najlepsza główna rola kobieca – Bez wstydu

Europejska Nagroda Filmowa
- 2005: nagroda publiczności dla najlepszej europejskiej aktorki – Pręgi (nominacja)

Festiwal Filmowy w Gdyni
- 2010: nagroda za drugoplanową rolę kobiecą – Trzy minuty. 21:37
- 2015: nagroda za pierwszoplanową rolę kobiecą – Obce niebo

Międzynarodowy Festiwal Filmowy w Berlinie
- 2007: nagroda dla gwiazdy jutra („Shooting Stars”)

Międzynarodowy Festiwal Filmowy Kosmorama w Trondheim
- 2010: najlepsza pierwszoplanowa rola kobieca – Upperdog (nominacja do nagrody Kanon)

Festiwal Filmów w Ostendzie
- 2011: najlepsza aktorka – Stepy

Nagroda Amanda
- 2010: najlepsza aktorka pierwszoplanowa – Upperdog

Nagroda im. Zbyszka Cybulskiego
- 2010: nagroda główna – Nie opuszczaj mnie i Trzy minuty. 21:37 (nominacja)
- 2007: nagroda główna – Południe-Północ (nominacja)
- 2005: nagroda główna – Pręgi (nominacja)

Złota Kaczka
- 2005: najlepsza polska aktorka – Pręgi (nominacja)

Wąż
- 2015: występ poniżej talentu - Obce ciało

## Odznaczenia
- Złoty Krzyż Zasługi (2014)[14][15]
- Brązowy Medal „Zasłużony Kulturze Gloria Artis” (2014)[9]